# Markthalle (Moulins)

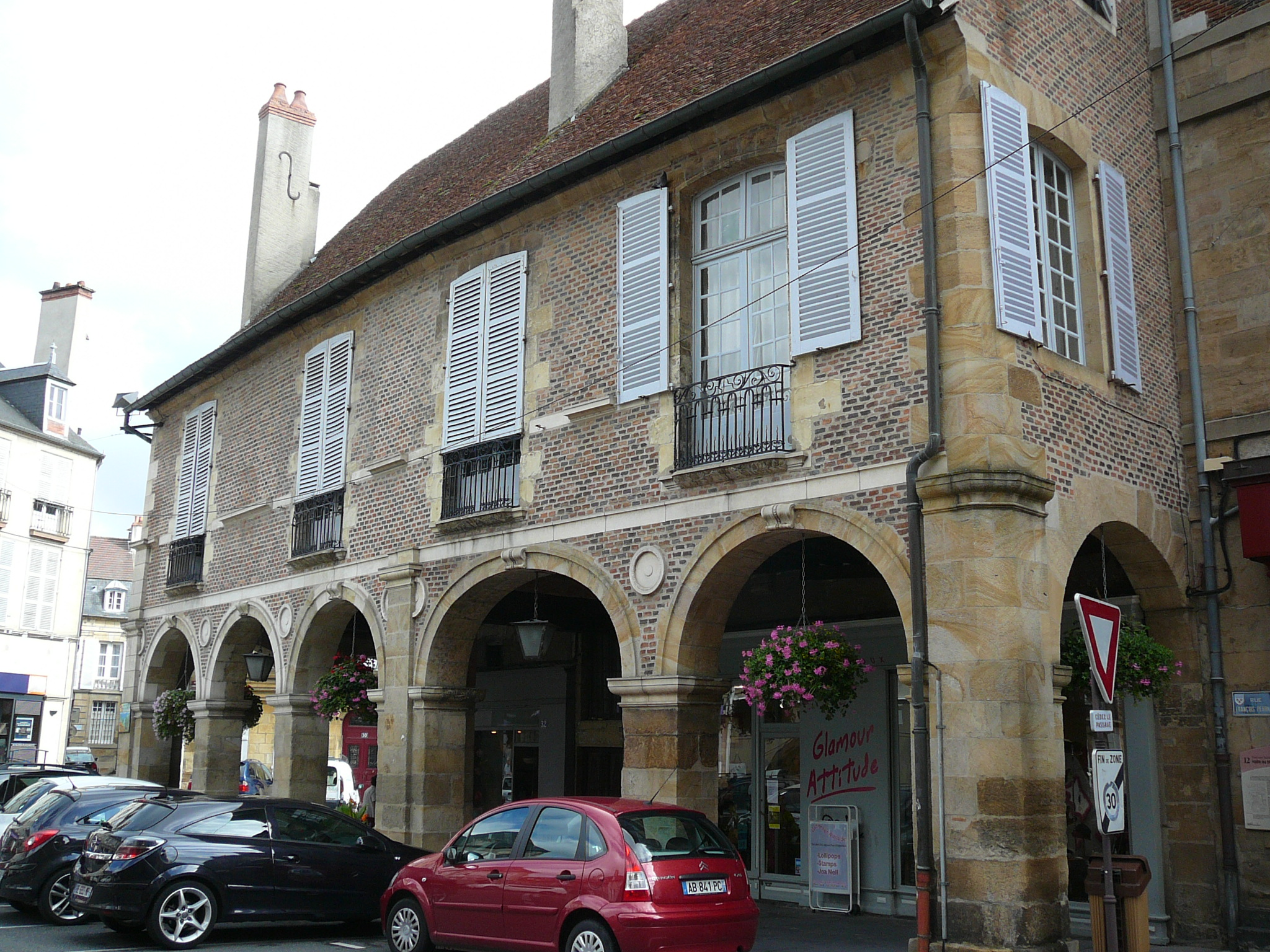
Markthalle in Moulins, Ansicht von der Rue Diderot

Die Markthalle in Moulins, einer französischen Gemeinde im Département Allier in der Region Auvergne-Rhône-Alpes, wurde im 17. Jahrhundert errichtet. Die ehemalige Markthalle steht seit 1939 als Monument historique auf der Liste der Baudenkmäler in Frankreich.
Das Gebäude wurde ursprünglich für den Weizenhandel genutzt. Drei Arkaden begrenzen das Bauwerk zur Rue François Péron und fünf zur Rue Diderot. Heute befinden sich Ladengeschäfte in der ehemaligen Markthalle.